# Eulithis flavicata
Eulithis flavicata là một loài bướm đêm trong họ Geometridae.